# Cossano Belbo
Cossano Belbo är en ort och kommun i provinsen Cuneo i regionen Piemonte i Italien. Kommunen hade 952 invånare (2018).